# バイヨーダ (小惑星)
バイヨーダ (1280 Baillauda) は小惑星帯に位置する小惑星である。ベルギーの天文学者ウジェーヌ・デルポルトがユックルのベルギー王立天文台で発見した。
フランスの天文学者バンジャマン・バイヨーの息子であるジュレー・バイヨーから命名された。